# Kraftstoffverbrauch

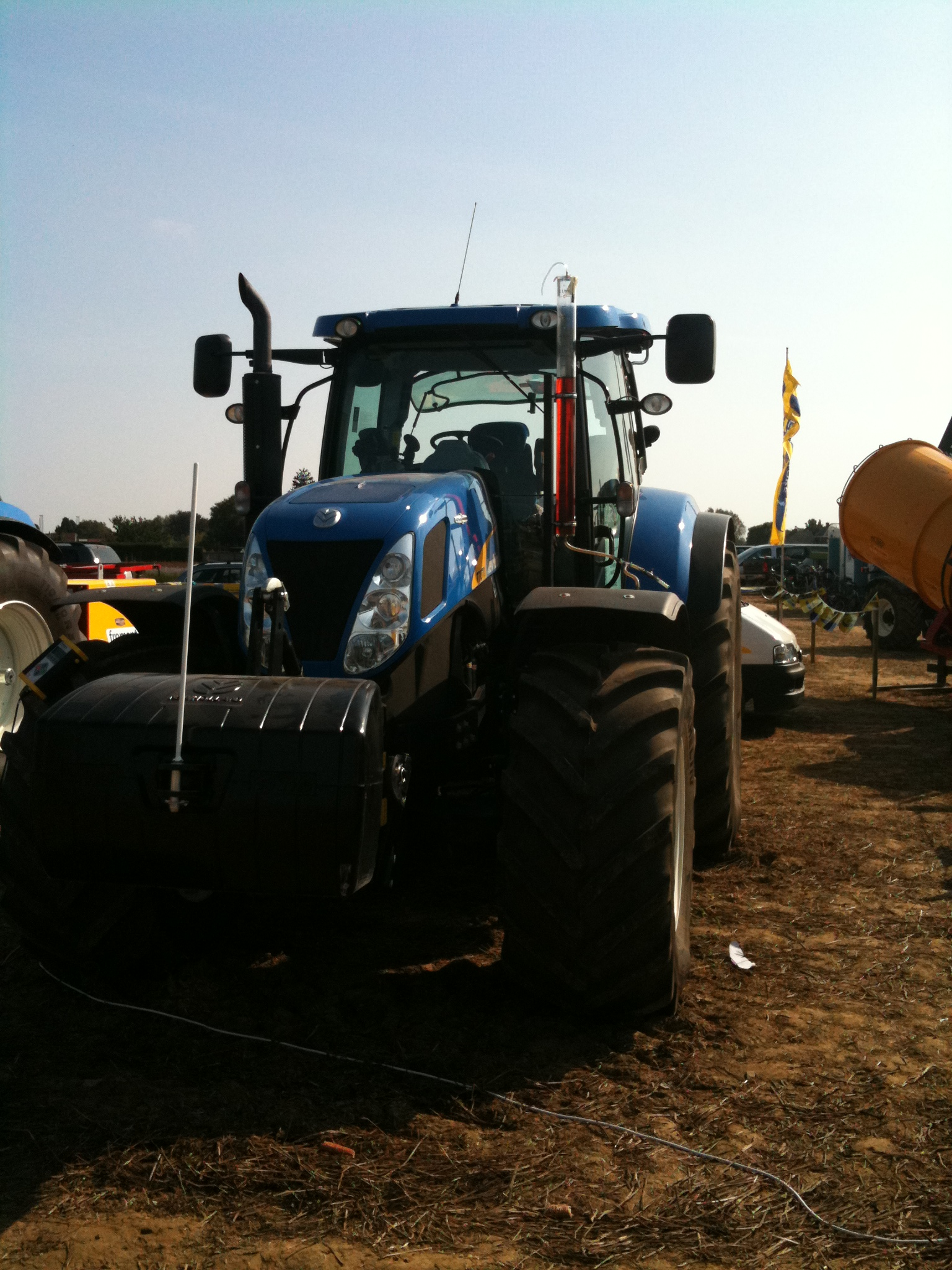
Mit Kraftstoffmesssäulen wird in der Landtechnik häufig der Kraftstoffverbrauch bei verschiedenen Maschineneinstellungen verglichen

Der Kraftstoffverbrauch gibt die Menge von Kraftstoff an, die eine Verbrennungskraftmaschine innerhalb einer bestimmten Zeit verbrennt oder die beim Zurücklegen einer bestimmten Strecke durch ein Fahrzeug verbraucht wird.
Bei Straßenfahrzeugen wird in Europa gewöhnlich der Durchschnittsverbrauch auf einer Strecke von 100 Kilometern als Vergleichsgröße herangezogen. Bei anderen Landfahrzeugen sowie Luft- und Wasserfahrzeugen und bei Antrieben sind Angaben in Liter pro Stunde (l/h) bzw. Kilogramm pro Stunde (kg/h) verbreitet. Für Verbrennungsmotoren selbst ist der spezifische Kraftstoffverbrauch in Gramm pro Kilowattstunde (g/kWh) eine wichtige Kenngröße.

## Geschichte
Der Kraftstoffverbrauch von Fahrzeugen war seit Beginn der Motorisierung als Kennzahl für die Wirtschaftlichkeit der motorisierten Mobilität von Interesse. Im 19. Jahrhundert war die Verfügbarkeit größerer Kraftstoffmengen nicht flächendeckend etabliert. Beispielsweise war 1888 die erste Fahrt auf der Bertha Benz Memorial Route nur durch Treibstoffversorgung aus einer Apotheke möglich. Mit der Entwicklung der Motorentechnik wurde als Kraftstoff zunächst Leichtbenzin zum Verbrauch optimiert; später kamen weitere Betriebsstoffe hinzu.
Wegen der geringen fahrbaren Geschwindigkeiten reichten 1888 noch einige Liter „Apothekenkraftstoff“ für mehrtägige Reisen. Im Jahr 1908 wurde eine explizit als Verbrauchstestfahrt organisierte Veranstaltung bekannt. Die Verbrauchswerteermittlung wurde durch Berechnungen zum Heizwertvergleich ergänzt. Das bestplatzierte Fahrzeug, ein PKW-Hansa, erreichte einen Wert von 5,36 Liter Benzol auf 100 Kilometer bei einer Transportleistung von 177,53 kg über 100 km je Liter Kraftstoff und einer Durchschnittsgeschwindigkeit von rund 25 km/h.

## Chemische Zusammenhänge
Die in chemisch gebundener Form zugeführte Energie (Heizwert des Kraft- oder Treibstoffs) wird im Verbrennungsmotor in mechanische Arbeit umgewandelt. Der thermische Wirkungsgrad spiegelt jedoch nur die Effizienz der Energieumwandlung wider, ohne quantitative Aussagen über zugeführte chemische Energie und verrichtete mechanische Arbeit zu tätigen. Die nicht als mechanische Arbeit entnommene Energie des Kraftstoffes geht meist weitgehend als Wärmeenergie verloren; daher dienen zum Beispiel zur Beurteilung des Kraftstoffverbrauches von Fahrzeugen andere spezifische, von der Nutzung abhängige Bezugsgrößen, wie zurückgelegte Strecke, Zeit, Personenkilometer oder Tonnenkilometer.

## Spezifischer Verbrauch
Bei Verbrennungsmaschinen wird üblicherweise die verbrauchte Kraftstoffmenge je Arbeitseinheit angegeben, also der spezifische Kraftstoffverbrauch in g/kWh oder kg/kWh. Die Angabe in g/kWh erfolgt hauptsächlich für den Bestpunkt, den Betriebspunkt mit der höchsten Kraftstoffeffizienz. Der tatsächliche spezifische Verbrauch in Abhängigkeit von Drehzahl und Leistungsabgabe wird in einem Verbrauchskennfeld dargestellt, dessen grafische Darstellung an eine Muschelschale erinnert. Daher wird das Verbrauchskennfeld auch als Muscheldiagramm bezeichnet.
Bei Raketentriebwerken wird der spezifische Treibstoffverbrauch als spezifischer Impuls angegeben.

## Wirkungsgrad
Wenn die spezifische Heizenergie des Treibstoffs (Heat inferior {\displaystyle H_{i}}) und der spezifische Kraftstoffverbrauch der Maschine ({\displaystyle b_{e}}) bekannt sind, kann der effektive (Nutz-)Wirkungsgrad ausgerechnet werden.
{\displaystyle \eta _{e}={\frac {1}{{H_{i}}\cdot {b_{e}}}}}
Zum Beispiel: Benzin oder Diesel hat einen Heizwert von etwa 11,6 kWh/kg. Ein Pkw-Dieselmotor konsumiert im Bestpunkt etwa 0,2 kg/kWh. Der thermodynamische Wirkungsgrad wäre 1 / (11,6 × 0,2) = 0,43 oder 43 %. Ein Pkw-Ottomotor konsumiert im Bestpunkt etwa 0,24 kg/kWh. ηth = 1 / (11,6 × 0,24) = 0,36.

### Bezug zum Heizwert
Bei Dampfmotoren und -turbinen wie bei Verbrennungsmotoren und -turbinen entspricht die Effizienz der in mechanische Energie umgewandelte Teil zur Heizwertenergie des Brennstoffes. Moderne Gas-Dampf-Kombikraftwerke können bis zu 60 % des Heizwertes in Elektroenergie umwandeln, große stationäre Dieselgeneratoren bis zu 50 % und mit Kohle betriebene Dampfturbinen etwa 40 % (Braunkohle) oder 45 % (Steinkohle).

## Umrechnungen

### Berechnung der CO2-Emission auf Basis des Kraftstoffverbrauchs
Beim Treibhauseffekt wird hauptsächlich der Kohlenstoffdioxid-Anteil (CO2) an den Abgasen bewertet. Wasserdampf in hohen Erdatmosphäreschichten ist auch ein Treibhausgas, wirkt jedoch als niedere Wolke temperatursenkend (siehe Wasserdampf#Klimaeffekte). Reiner Kohlenstoff (Kohle) verbrennt vollständig zu Kohlenstoffdioxid (CO2). Gängige Treibstoffe bestehen überwiegend aus Kohlenwasserstoffen und liegen dazwischen. Wasserstoff wird hauptsächlich aus Kohlenwasserstoffen hergestellt, wobei dann ebenfalls Kohlenstoffdioxid frei wird. Der Kohlenstoffanteil von Kraftstoffen ist konstant; bei der Verbrennung des Kraftstoffs verbinden sich die meisten Kohlenstoffatome mit je zwei Sauerstoffatomen zu CO2-Molekülen. Andere Verbindungen bilden sich kaum. Daher lässt sich aus dem Verbrauch unmittelbar die Menge des erzeugten CO2 berechnen, indem entsprechend der Molaren Masse zu jeweils 12 g Kohlenstoff 32 g Sauerstoff addiert werden.
Bei der Verbrennung entsteht aus
- 1 kg Kohlenstoff: 3,67 kg CO2 und kein H2O
- 1 kg Wasserstoff: kein CO2 und 9 kg H2O
- 1 kg Methan: 2,75 kg CO2 und 2,25 kg H2O
- 1 kg Ethanol: 1,91 kg CO2 und 1,17 kg H2O.

Bei der Verbrennung entsteht aus 
- 1 l Diesel: etwa 2,65 kg CO2[2]
- 1 l Benzin: etwa 2,33 kg CO2[2]
- 1 l Autogas flüssig: etwa 1,63 kg CO2
- 1 l Erdgas flüssig: etwa 1,16 kg CO2

und Wasser und geringe Mengen anderer Verbrennungsprodukte.

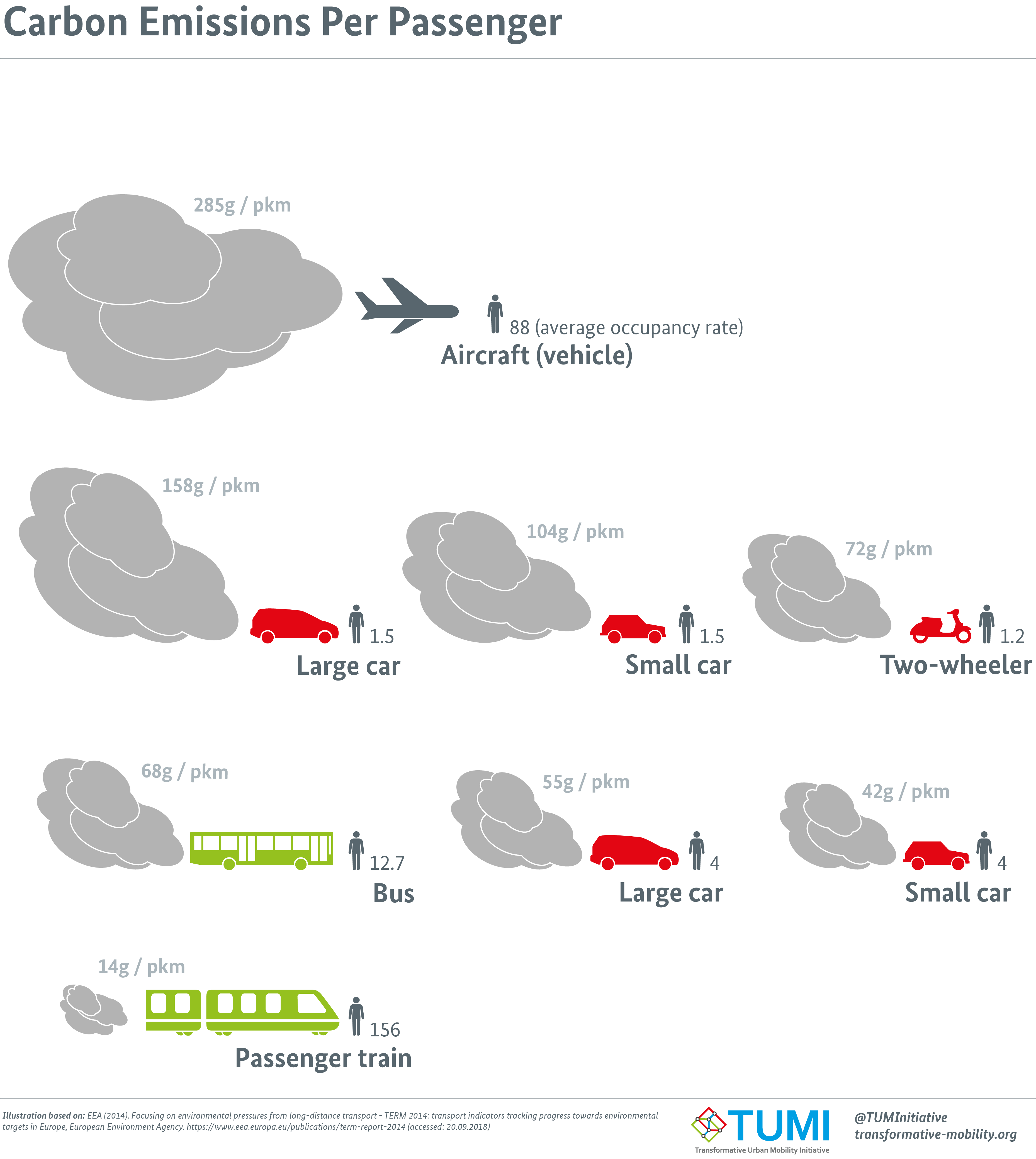
Kohledioxid-Emission nach Verkehrsmittel

Bei der Verbrennung von einem Liter Diesel entsteht somit etwa 14 % mehr CO2 als bei der Verbrennung von einem Liter Benzin, das heißt wenn ein Ottomotor einen Mehrverbrauch von etwa 14 % gegenüber einem Dieselmotor hat, emittieren die beiden Motoren gleich viel CO2. Die Ursachen sind Unterschiede im spezifischen Gewicht (Dichte von Diesel rund 12 % höher) sowie im  Kohlenstoffgehalt im Kraftstoff, der bei Diesel etwas höher ist.
Der früher von der Europäischen Kommission für Pkw vorgeschlagene Richtwert von 130 g CO2 pro km entspricht einem Verbrauch von 5,0 l/100 km Diesel bzw. 5,6 l/100 km Benzin. 
Das im Jahr 2012 in Kraft getretene EU-Emissionsgesetz schrieb eine Flottenemission von 120 g CO2/km vor. 

Im April 2019 haben die EU-Staaten einen  Beschluss des Europaparlaments gebilligt, dass der Flottenausstoß 2030 37,5 % niedriger sein soll als 2021. 
2021 durfte er 95 Gramm pro Kilometer (g/km) betragen. Ab 2030 darf der Flottenausstoß nur noch 59,4 g CO2 pro Kilometer betragen.
Umrechnung bei Kraftfahrzeugen von Verbrauchsangaben angegeben in [l/100 km] in [g/km CO2]: Rechenbeispiel für einen Ottomotor mit 5,6 l/100 km Verbrauch:
5,6 l/100 km · 2,32 kg CO2/l = 12,992 kg CO2 /100 km = 129,92 g CO2/km
Das sind gemittelte Werte. Fahrstrecken bergauf erhöhen die Emissionen stark; Bergabfahrten bei Motor-Schubabschaltung verursachen dagegen keine kilometerbezogenen Emissionen.

### Umrechnung zwischen l/100 km und mpg

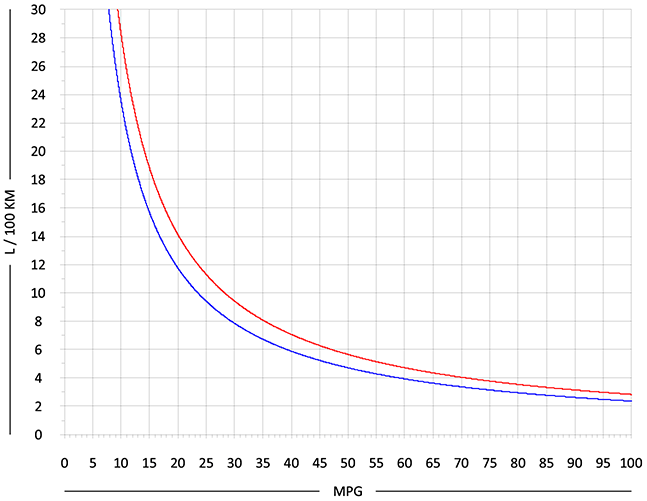
Der blaue Graph stellt US liquid gallons dar; der rote Graph zeigt Imperial gallons (UK)

Im angloamerikanischen Maßsystem wird der Kraftstoffverbrauch bei Fahrzeugen in miles per gallon angegeben. Die Abkürzung lautet mpg oder MPG, bzw. MPGe beim Äquivalent für Elektrofahrzeuge. Die Einheit mpg bezeichnet die zurückgelegte Strecke in Meilen (1,609 km), für die eine Gallone Kraftstoff verbraucht wird. In einigen afrikanischen Ländern, in Italien, Japan und Südamerika sowie teilweise in den Niederlanden ist die Einheit Kilometer pro Liter gebräuchlich.
Bei der angloamerikanischen Volumeneinheit Gallone unterscheidet man zwei Varianten: im US-amerikanischen Maßsystem entspricht sie ca. 3,785 Litern, im britischen imperialen Maßsystem hingegen ca. 4,546 Litern. Daher wird zwischen mpg (US) und mpg (UK) unterschieden.
| von                                           | nach                                          | Berechnung                                                     |
| --------------------------------------------- | --------------------------------------------- | -------------------------------------------------------------- |
| {\displaystyle \mathrm {\frac {l}{100\,km}} } | {\displaystyle \mathrm {mpg\ (US)} }          | {\displaystyle \mathrm {\frac {235}{({\frac {l}{100\,km}})}} } |
| {\displaystyle \mathrm {\frac {l}{100\,km}} } | {\displaystyle \mathrm {mpg\ (UK)} }          | {\displaystyle \mathrm {\frac {282}{({\frac {l}{100\,km}})}} } |
| {\displaystyle \mathrm {mpg\ (US)} }          | {\displaystyle \mathrm {\frac {l}{100\,km}} } | {\displaystyle \mathrm {\frac {235}{mpg\ (US)}} }              |
| {\displaystyle \mathrm {mpg\ (UK)} }          | {\displaystyle \mathrm {\frac {l}{100\,km}} } | {\displaystyle \mathrm {\frac {282}{mpg\ (UK)}} }              |
| Genauigkeit: eine Stelle nach dem Komma       |                                               |                                                                |
Beispiel A: Von 8 l⁄100 km nach mpg (US): 235 / 8 l⁄100 km = 29,4 mpg (US)
Beispiel B: Von 30 mpg (US) nach l⁄100 km: 235 / 30 mpg (US) = 7,8 l⁄100 km
Genauere Faktoren zur Konversion zwischen mpg und l⁄100 km siehe Angloamerikanisches Maßsystem – Kraftstoffverbrauch

## Kraftfahrzeuge

### PKW
Für Kraftfahrzeuge wird in Europa der Kraftstoffverbrauch üblicherweise in Liter pro 100 km Fahrtstrecke für den genormten Fahrzyklus gem. 70/220/EWG angegeben. Er stellt vor allem eine Vergleichbarkeit von Fahrzeugen durch einheitliche Messung dar; eine Aussage über den tatsächlichen Verbrauch eines Fahrzeugtyps im tagtäglichen Fahrbetrieb ist zweitrangig. Er ist daher nur eingeschränkt aussagekräftig bzgl. der Beurteilung der Wirtschaftlichkeit und der Höhe des CO2-Ausstoßes von Automobilen. Der Wert wurde früher ermittelt, indem das Fahrzeug einen festgelegten Fahrzyklus absolviert und die dabei verbrauchte Kraftstoffmenge gemessen wird. Kritiker bemängeln, dass zur Ermittlung der Daten erfahrene Fahrer eingesetzt würden, die innerhalb der Vorgaben einen möglichst geringen Verbrauch erzielen.
Um einheitliche Randbedingungen zu schaffen, erfolgt die Ermittlung des Kraftstoffverbrauches seit dem 1. Januar 1996 generell auf einem Rollenprüfstand.
Die genormten Fahrzyklen stellen Durchschnittsprofile dar. Sie machen die Fahrzeuge untereinander vergleichbar, stimmen aber nicht mit dem Nutzungsprofil jedes Kunden überein, insbesondere nicht mit dem Profil von Kunden, die wenig vorausschauend fahren (häufiges Beschleunigen und Bremsen), die einen hohen Anteil ihrer Fahrtstrecke im Kurzstrecken- und Stadtverkehr zurücklegen und/oder die auf Autobahnen sehr hohe Geschwindigkeiten fahren.
Weit verbreitete Fahrzyklen sind:
- Mit der Verordnung (EU) 2017/1151 der Kommission vom 1. Juni 2017 die Einführung des WLTP (Worldwide Harmonized Light Duty Test Procedure) für die Typprüfung verbindlich und löst damit den Vorgänger NEFZ (Neuer Europäischer Fahrzyklus) ab.
- Der US-amerikanische FTP75 ist ein Zyklus, der die Abbildung einer im öffentlichen Straßenverkehr durchgeführten Fahrt darstellt.
- In Japan wird der sogenannte 10-15 Mode verwendet. Er ist (wie der NEFZ) ein synthetischer Zyklus, hat aber einen anderen Verlauf.

Die sich durch die verschiedenen Zyklen ergebenden Verbräuche unterscheiden sich zum Teil erheblich und sind daher nicht direkt miteinander vergleichbar. Technische Maßnahmen der Automobilhersteller zur Senkung des Kraftstoffverbrauches betreffen effizientere Motoren, Verringerung des Luftwiderstandes und des Rollwiderstandes der Reifen sowie alternative Antriebskonzepte. Da neuere Fahrzeuggenerationen meist breiter und höher ausfallen, steht einer Verbesserung des Luftwiderstandes durch den {\displaystyle c_{\mathrm {w} }}-Wert die Vergrößerung der Stirnfläche entgegen. Daneben kann vor allem das Nutzungsverhalten („energiesparende Fahrweise“) den Energieverbrauch stark senken.
Selten wird auch ein auf die Motorleistung bezogener Verbrauch angegeben, um die vermeintliche Effizienz eines leistungsstarken Motors zu propagieren. Dazu wird z. B. der im NEFZ ermittelte Kraftstoffverbrauch durch die Nennleistung dividiert. Diese Marketingaussage (siehe auch Greenwashing) hat jedoch überhaupt keine Aussagekraft, da bei maximaler Leistung Verbräuche auftreten, die weit jenseits der in den Fahrzyklen ermittelten Werte liegen und kein direkter Zusammenhang zwischen der Nennleistung eines Motors und dem Verbrauch in einem genormten Zyklus besteht.

#### EU
Was die Zulassung und die damit verbundenen Messungen zum Verbrauch betrifft, gilt mit der Verordnung (EU) 2017/1151 der Kommission vom 1. Juni 2017 die verbindliche Einführung des WLTP (Worldwide Harmonized Light Duty Test Procedure) für die Typprüfung neuer Modelle und neuer Motorvarianten ab dem 1. September 2017 und ab dem 1. September 2018 für neu zugelassene Fahrzeuge. Die Verordnung wurde am 7. Juli 2017 im Amtsblatt der EU veröffentlicht und trat am 27. Juli 2017 in Kraft. Damit gilt seit dem 1. September 2017 in der Europäischen Union auch die Abgasnorm Euro 6c.
Wie diese Werte beim Verkauf angegeben werden müssen, legen die Staaten in Verordnungen für sich fest, dennoch sind ab 2021  die Mitgliedstaaten der Europäischen Union dazu verpflichtet, neue Pkw, die zum Verkauf oder Leasing angeboten werden, mit Verbrauchs- und Emissionsangaben nach dem WLTP zu bewerben.

#### Deutschland
Seit 1978 galt in Deutschland die DIN 70030 (Ermittlung des Kraftstoffverbrauchs, Teil 1 für Personenwagen). Seit 1992 gilt der Neue Europäische Fahrzyklus (NEFZ) Inzwischen gilt die Pkw-Energieverbrauchskennzeichnungsverordnung vom BMWI, welches bislang (Stand 6. Juli 2021) verpasst hat, dieser Verpflichtung nachzukommen. Daher sind die Händler trotz EU-Richtlinie nur noch WLTP anzugeben, verpflichtet weiterhin die Angaben der NEFZ anzugeben.

#### Österreich
In Österreich müssen seit vielen Jahren in Pkw-Verkaufsprospekten, -inseraten und -plakaten von Händlern Angaben zum Kraftstoffverbrauch in einer – relativ kleinen – Mindestschriftgröße gemacht werden. Anfangs waren Angaben für Fahrt mit 90 km/h, 120 km/h und Stadtverkehr üblich, später auch ein „Drittelmix“ daraus. Seit 2010 basieren die Angaben auf Stadt- und Landverkehr und einem mit 1:2 gewichteten Mittel daraus.

#### Italien
Im Unterschied zu Deutschland oder Österreich nennt die in Italien übliche Kraftstoffverbrauchsangabe die Entfernung, die mit einem Liter Kraftstoff gefahren werden kann. Für die Umrechnung gilt also: 1/(x Liter/100 km)= y km/(1 Liter). Beispiel: Die Angabe 4,2 l/100 km entspricht 23,80 km/1 Liter.

### LKW und Kraftomnibusse
Da LKW und Busse sich nur schlecht über den für PKW geltenden NEFZ darstellen lassen, gelten für sie andere Rahmenbedingungen, welche in DIN 70030 (Teil 2) niedergeschrieben sind. Auch diese Fahrzeuge nach DIN 70010 (zu denen auch LKW und Busse gehören) sind bei der Messfahrt mit serienmäßigen Schmiermitteln und Betriebsparametern (z. B. Reifendruck) zu konfektionieren. Das Fahrzeuggewicht entspricht dem mittleren Gewicht (Mittel aus maximal zulässigem und leerem Gewicht). Auch an die Umgebungsbedingungen werden strenge Anforderungen gestellt. So muss trockenes und windstilles Wetter einer bestimmten Temperatur und eines bestimmten Luftdrucks vorherrschen. Die Prüfgeschwindigkeit entspricht 75 % der Fahrzeughöchstgeschwindigkeit. Um Unsicherheiten auszugleichen, ist der über eine Prüfstrecke verbrauchte Kraftstoff um 10 % zu überhöhen.  Der Kraftstoffverbrauch macht im Nutzfahrzeugbereich bis zu 30 % der Betriebskosten des Fahrzeuges aus. Das gilt besonders für den Fernverkehr, in dem das Fahrzeug täglich mehrere hundert Kilometer zurücklegt. Da Nutzfahrzeuge in der Regel als Investitionsgut betrachtet werden – der Besitzer will damit Geld verdienen – hat der Kraftstoffverbrauch im Nutzfahrzeugsegment einen sehr hohen Stellenwert und wird laufend optimiert. Der Kraftstoffverbrauch wird nicht nur von der Fahrzeugtechnik, sondern sehr stark auch vom Verhalten des Fahrers und in gewissem Maße auch dem Wartungszustand des Fahrzeugs beeinflusst.

### Herstellerangaben zum Kraftstoffverbrauch
Die Ermittlung der Herstellerangaben findet hauptsächlich auf Rollenprüfständen und nach WLTP statt. Das Fahrzeug muss einen bestimmten Beladungszustand und vor allem die Serienausstattung aufweisen. Die Durchschnittsverbrauchswerte, die im Fahrzeug mittels eines Bordcomputers angezeigt werden, weichen oft um bis zu 10 % nach oben oder unten vom tatsächlichen Verbrauchswert ab. Ursache dafür sind unter anderem die starke Schwankung der Radabrollumfänge, die durch unterschiedliche Dimensionen montierter Räder (Sommer- oder Winterbereifung) oder durch verminderte Profiltiefe hervorgerufen werden.
Der tatsächliche Verbrauch ist stark vom Fahrverhalten des Fahrers und weiteren Umgebungsbedingungen wie Wetter, Straßenzustand usw. abhängig. Entgegen einigen Meinungen ist es durchaus möglich, die ermittelten Normverbrauchswerte noch zu unterbieten. Besonders großvolumige Motoren in Verbindung mit Handschaltgetrieben werden im NEFZ zu ungünstigen Motorbetriebspunkten gezwungen.
Nach einer Analyse des International Council on Clean Transportation lag der reale Verbrauch 2001 um 10 %, 2011 um 25 % über den offiziellen Herstellerangaben. Der Auto Club Europa kam 2012 auf durchschnittlich 19,6 % höhere Verbräuche.

### Vergleiche nach Verkehrsmittel
Verkehrsmittel können besser verglichen werden, wenn der Verbrauch auf die Transportarbeit bezogen wird. Beispiele:
- Kraftstoffverbrauch pro Personenkilometer (pro Person bzw. Sitzplatz und Kilometer)
- Kraftstoffverbrauch pro Frachttonnen (oder -kubikmeter) und Kilometer

Dabei spielt die Auslastung der Verkehrsmittel, bei Flugzeugen auch die Flugstrecke eine große Rolle. Der durchschnittliche Verbrauch der deutschen Flotte pro Person und 100 Kilometer beträgt jetzt 3,64 Liter. Auf Flügen unter 800 km waren es durchschnittlich 5,4 l je 100 Personenkilometer. Auch beim motorisierten Individualverkehr, der in Deutschland ganz überwiegend durch Pkw erfolgt, spielt die Auslastung eine wichtige Rolle. So entfielen von den gut 924 Mrd. Personenkilometern, die 2008 in Deutschland erbracht wurden, nur rund 30 Prozent auf Mitfahrer, bei durchschnittlich knapp 1,5 Personen im Auto betrug die Auslastung nur rund 30 %. Im Gegenzug wurden 44 Mrd. l Kraftstoff verbraucht, womit sich 4,8 l je 100 Personenkilometer ergeben.
Ein Vergleich des österreichischen Umweltbundesamtes aus dem Jahr 2009 machte folgende Angaben:
- Bahn: ca. 2 l pro 100 Personenkilometer (Deutsche Bahn 52 Gramm CO2 pro Personenkilometer; 0,20 kWh pro Personenkilometer)
- PKW: ca. 3–5 l pro 100 Personenkilometer (pro Fahrzeug 6–10 l Benzin pro 100 km; 185 Gramm CO2/km; 0,60 kWh pro Personenkilometer)

Der Bundesverband der Deutschen Luftverkehrswirtschaft e. V. machte 2017 für das Flugzeug folgende Angabe:
- Flugzeug: ca. 2,7–5,9 l pro 100 Personenkilometer (Deutsche Flotte: Flüge unter 800 km 4,9–5,9 l, Langstreckenflüge über 3.000 km 2,7–3,5 l)